# Raymond François
Pour les articles homonymes, voir François.
Raymond François, né le 7 novembre 1909 à Aniche et mort le 23 avril 1984 à Montceau-les-Mines, était un footballeur et international français.

## Carrière
- RC Lens : 1926-1939
- Excelsior Roubaix
- FC Montceau Bourgogne

Il a été sélectionné une seule fois en équipe de France : c'était le 8 mars 1936 lors de France-Belgique (3-0, match amical).
Il fut donc avec Edmond Novicki le premier sélectionné en équipe de France en tant que lensois. Il avait 26 ans, et évoluait à Lens depuis dix saisons, durant lesquelles il a disputé environ 120 rencontres. 